# Christophe Ville
Christophe Ville (Digione, 15 giugno 1963) è un ex hockeista su ghiaccio francese, di ruolo centro.

## Carriera

### Club
Ha giocato per la maggior parte della carriera con squadre della Ligue Magnus: Saint-Gervais (1980-1984), Français Volants de Paris (1986-1990), Grenoble (1990-1991 e poi nei play-off 1996-1997) e Chamonix (1991-1993, 1994-1996 e 1997-1998). Ha vinto il titolo per due volte, una coi Français Volants de Paris (1988-1989) ed una col Grenoble (1990-1991).
Ha giocato anche due stagioni nel campionato italiano: nel 1993-1994 ha vestito la maglia del Milan Hockey, con cui ha vinto lo scudetto; nel 1996-1997 quella del Courmaosta in serie A2.

### Nazionale
Ha vestito la maglia della Francia dal 1986 al 1996, prendendo parte a tre edizioni dei Giochi olimpici invernali (Calgary 1988, Albertville 1992 e Lillehammer 1994) ed a nove del campionato del mondo.

## Vita privata
Anche i figli Malo e Gabin sono giocatori di hockey su ghiaccio.

## Palmarès

### Club
- Campionato francese: 2

Français Volants de Paris: 1988-1989
Grenoble: 1990-1991
- Campionato italiano: 1

Milan Hockey: 1993-1994